# Emil Luebeck
Emil Luebeck (* 3. Juli 1848 in Konstadt in Schlesien; † 6. August 1905 in Hamburg) war ein deutscher Althistoriker und Gymnasiallehrer.

## Leben
Emil Luebeck, der Sohn eines schlesischen Gutsbesitzers, besuchte das Gymnasium zu Brieg und studierte ab 1867 Klassische Philologie und Germanistik an den Universitäten zu Breslau und Greifswald. Nachdem er als Freiwilliger im Deutsch-Französischen Krieg 1870/71 gekämpft hatte, wurde er 1871 mit einer Dissertation über den Kirchenhistoriker Hieronymus mit dem Prädikat magna cum laude promoviert und legte im Juli 1872 das Lehramtsexamen ab. Nach dem Probejahr (1872/1873) am Gymnasium zu Lüdenscheid wurde er zum Hilfslehrer ernannt. Ostern 1876 wechselte er an das Gymnasium zu Hamm, ein Jahr später an das Johanneum in Hamburg. Dort wurde er am 1. Juni 1892 zum Gymnasialprofessor ernannt.
Seit den 90er Jahren musste Luebeck aus gesundheitlichen Gründen seine schulische und wissenschaftliche Tätigkeit immer weiter einschränken. 1897 und 1899 nahm er ein halbes Jahr Urlaub. Am 1. April 1900 trat er in den Ruhestand. Zu dieser Zeit war er fast vollständig erblindet. Er starb am 6. August 1905 im Alter von 57 Jahren.
Neben seiner schulischen Tätigkeit trat Luebeck durch wissenschaftliche Spezialstudien zur Kirchengeschichte und zum Seewesen der Antike hervor. Nach seiner Dissertation, die 1872 in erweiterter Form beim Teubner-Verlag erschien, verfasste er in Hamburg sein Hauptwerk Das Seewesen der Griechen und Römer (zwei Teile, 1891–1892) sowie Artikel für die Realencyclopädie der classischen Altertumswissenschaft.